# Francisco Zarco

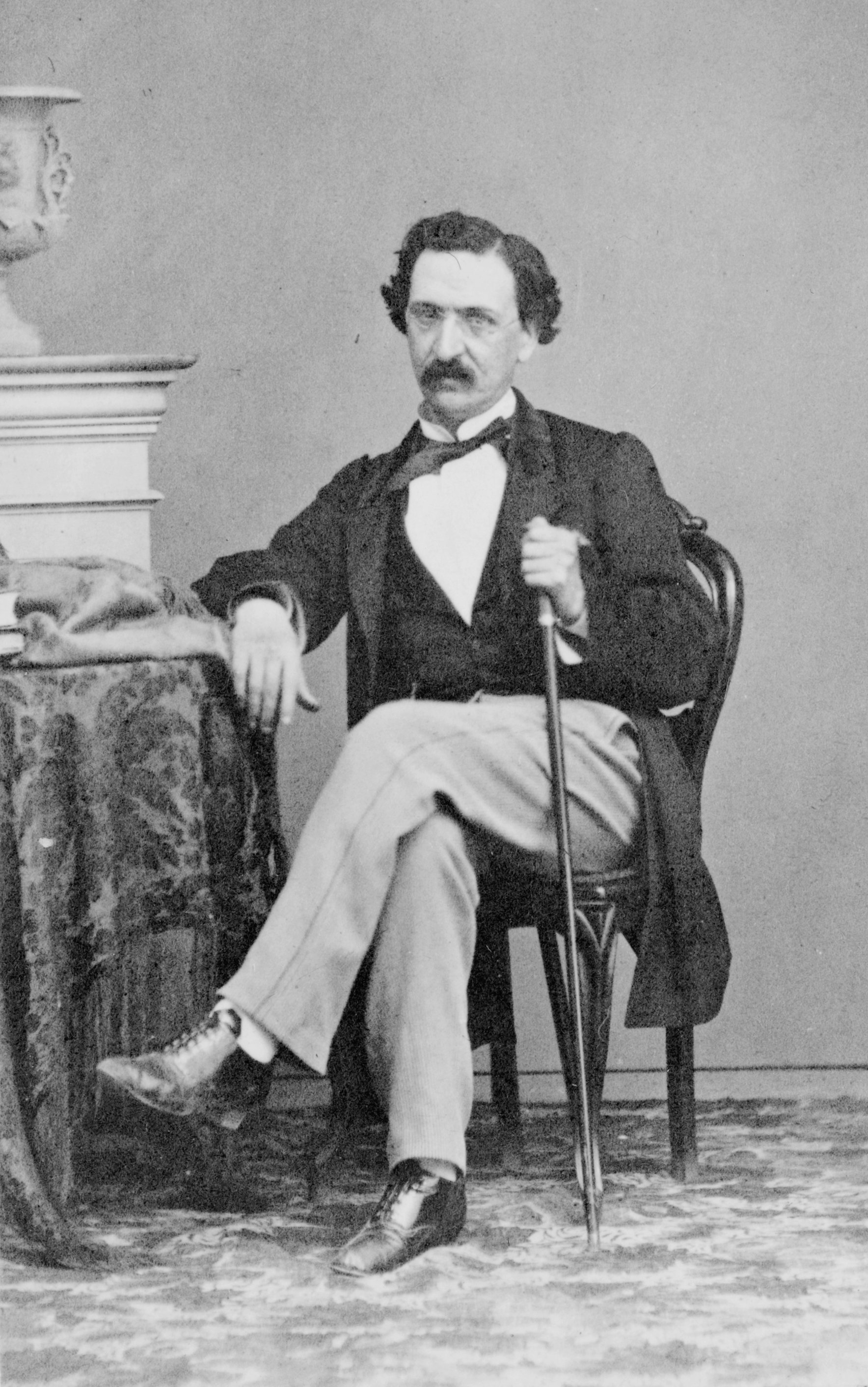
Francisco Zarco

Joaquín Francisco Zarco Mateos (* 4. Dezember 1829 in Victoria de Durango, Durango; † 22. Dezember 1869 in Mexiko-Stadt) war ein mexikanischer Journalist und Politiker, der im Mai 1868 für einen Monat Präsident des Kongresses der Union war.

## Leben
Als Francisco Zarco gerade mal ein Jahr alt war, zogen seine Eltern mit ihm nach Mexiko-Stadt. Schon früh dem Journalismus zugewandt, schrieb Zarco leidenschaftliche politische Artikel, die die Missgunst des seinerzeitigen mexikanischen Staatschefs Mariano Arista erregten, der ihn verhaften ließ. Mit Antonio López de Santa Anna schickte ihn ein weiteres Staatsoberhaupt ins Exil, aus dem er erst 1855 nach dem Sieg der Revolution von Ayutla nach Mexiko zurückkehrte.
Im selben Jahr übernahm Zarco die Herausgabe der Zeitschrift El Siglo XIV, die er bis kurz vor seinem Tod herausbrachte und mit eigenen Artikeln bereicherte.
Zu Beginn des Reformkriegs wurde Zarco von der konservativen Regierung verhaftet, konnte aber entkommen. Zwei Jahre lang arbeitete und schrieb Zarco im Untergrund, bis er entdeckt und erneut verhaftet wurde.
Nach seiner erneuten Haftentlassung im Dezember 1860 nominierte der von ihm verehrte Benito Juárez Zarco 1861 zum Minister für ausländische Angelegenheiten. Doch Zarco lehnte ab, weil er sich weiterhin in vollem Umfang seiner journalistischen Tätigkeit widmen wollte.
Nach dem Ende von Juárez‘ Präsidentschaft ging Zarco 1864 erneut ins Exil; diesmal nach New York, wo er bis 1867 blieb.
Nach dem Sieg gegen die französischen Invasoren kehrte Zarco in seine Heimat zurück und bekleidete im Mai 1868 für einen Monat das Amt des Präsidenten des Kongresses der Union.
Zarco starb nur wenige Wochen nach seinem 40. Geburtstag an Tuberkulose. Er wurde auf dem Friedhof von San Fernando im Zentrum von Mexiko-Stadt beigesetzt, auf dem sich auch die sterblichen Überreste von Benito Juárez befinden.

## Ehrungen
Neben zahlreichen weiteren Ehrungen wurde unter anderem das Stadion seiner Heimatstadt nach ihm benannt.